# Mailly-le-Camp
Mailly-le-Camp é uma comuna francesa na região administrativa de Grande Leste, no departamento de Aube. Estende-se por uma área de 42,7 km². Em 2010 a comuna tinha 1 854 habitantes (densidade: 43,4 hab./km²).